# 28837 Nibalachandar
28837 Nibalachandar è un asteroide della fascia principale. Scoperto nel 2000, presenta un'orbita caratterizzata da un semiasse maggiore pari a 2,6342426 UA e da un'eccentricità di 0,1046195, inclinata di 3,18314° rispetto all'eclittica.